# 马尔什埃拉·吉斯卡·伊斯拉米
马尔什埃拉·吉斯卡·伊斯拉米（1997年3月25日—），印尼女子羽毛球運動員。

## 簡歷

### 2014年-2015年 青年期：團體夺银
2014年4月，马尔什埃拉·吉斯卡·伊斯拉米代表印尼参加马来西亚亚罗士打举办的世界青年羽毛球錦標賽，助印尼队赢得混合團體亚军。
2015年5月，马尔什埃拉·吉斯卡·伊斯拉米與拉马达尼·哈斯蒂扬蒂·普特里出戰樂魚羽毛球國際系列賽，在女雙準決賽以0比2（14-21、16-21）不敌赛会3号种子、泰国的素尼达·革通/Panjarat Pransopon。

### 2016年-2017年 亚洲赛：國際系列賽及國際挑戰賽夺冠
2016年5月，马尔什埃拉·吉斯卡·伊斯拉米與扬东尼·埃迪·萨帕特拉出戰樂魚羽毛球國際挑戰賽，在混雙準決賽以1比2（21-17、15-21、8-21）不敌赛会2号种子、马来西亚的黄辉颖/賴潔敏。同年8月，她与扬东尼·埃迪·萨帕特拉出戰新加坡羽毛球國際系列賽，在混双决赛以2比0（21-9、21-18）击败了赛会6号种子、新加坡的丹尼·巴瓦·克里斯南塔/普特里·萨里·戴维·西特拉，夺得其首个国际赛冠军。同年11月，她與扬东尼·埃迪·萨帕特拉出戰印尼羽毛球國際挑戰賽，在混双决赛以2比1（19-21、21-16、21-17）击败了赛会头号种子、队友的伊尔凡·法蒂拉赫/维尼·安格莱尼，赢得冠军。
2017年5月，马尔什埃拉·吉斯卡·伊斯拉米與扬东尼·埃迪·萨帕特拉出戰印尼羽毛球國際系列賽，在混双準決賽以0比2（15-21、16-21）不敌赛会3号种子、队友的卢基·阿普里·努格洛侯/里琳·阿米莉亚。同年7月，她与扬东尼·埃迪·萨帕特拉出战馬來西亞羽毛球國際系列賽，在混双决赛以2比0（21-19、21-9）击败了印度的南达戈帕尔·基达姆比/玛希玛·阿加沃尔，赢得冠军。同年10月。她与米歇尔·克里斯廷·班达索出战印尼羽毛球國際挑戰賽，在女双準決賽以0比2（8-21、16-21）不敌赛会8号种子、队友的法布里安娜·德维普吉·库苏马/蒂亚拉·罗萨莉娅·努莱达赫。同年11月，她与扬东尼·埃迪·萨帕特拉出战馬來西亞羽毛球國際挑戰賽，在混双準決賽以1比2（21-16、16-21、21-23）不敌跨国组合的（马来西亚：约根德兰·克里希南/印度：普拉加克塔·沙旺特）。

### 2018年
2018年3月，马尔什埃拉·吉斯卡·伊斯拉米與阿尔弗兰·埃科·普拉塞特亚出战奧爾良羽毛球大師賽，在混双準決賽以0比2（11-21、16-21）不敌德国的彼得·卡斯巴尔/奥尔佳·科农。同年4月，她与阿尔弗兰·埃科·普拉塞特亚出战芬蘭羽毛球公開賽，在混双决赛以2比0（21-18、21-16）击败了队友的阿克巴·宾唐·察尤诺/温妮·奥克塔温纳·坎道，赢得冠军。同年8月，她与阿尔弗兰·埃科·普拉塞特亚出战越南羽毛球公開賽，在混双决赛以1比2（21-13、18-21、19-21）不敌泰国强档的尼迪蓬·潘普佩克/沙威丽·阿米达拜，赢得亚军。同年10月，她与阿尔弗兰·埃科·普拉塞特亚出战中華台北羽毛球公開賽，在混双决赛以2比0（21-15、21-11）轻取东道主的楊博軒/吳玓蓉，赢得成年组赛事冠军，亦是她首个超級300賽混双冠军。

## 主要比賽成績
只列出曾進入準決賽的國際賽事成績：
| 年份   | 賽事                     | 公開賽級別 | 項目     | 拍檔                       | 成績   |
| ------ | ------------------------ | ---------- | -------- | -------------------------- | ------ |
| 2014年 | 世界青年羽毛球錦標賽     | 其他       | 混合團體 | －                         | 亞軍   |
| 2015年 | 樂魚羽毛球國際系列賽     | 國際系列賽 | 女子雙打 | 拉马达尼·哈斯蒂扬蒂·普特里 | 準決賽 |
| 2015年 | 亞洲青年羽毛球錦標賽     | 其他       | 混合團體 | －                         | 季軍   |
| 2015年 | 世界青年羽毛球錦標賽     | 其他       | 混合團體 | －                         | 亞軍   |
| 2016年 | 印尼羽毛球國際系列賽     | 國際系列賽 | 混合雙打 | 扬东尼·埃迪·萨帕特拉       | 亞軍   |
| 2016年 | 樂魚羽毛球國際挑戰賽     | 國際挑戰賽 | 混合雙打 | 扬东尼·埃迪·萨帕特拉       | 準決賽 |
| 2016年 | 新加坡羽毛球國際系列賽   | 國際系列賽 | 混合雙打 | 扬东尼·埃迪·萨帕特拉       | 冠軍   |
| 2016年 | 印尼羽毛球國際挑戰賽     | 國際挑戰賽 | 混合雙打 | 扬东尼·埃迪·萨帕特拉       | 冠軍   |
| 2017年 | 印尼羽毛球國際系列賽     | 國際系列賽 | 混合雙打 | 扬东尼·埃迪·萨帕特拉       | 準決賽 |
| 2017年 | 馬來西亞羽毛球國際系列賽 | 國際系列賽 | 混合雙打 | 扬东尼·埃迪·萨帕特拉       | 冠軍   |
| 2017年 | 印尼羽毛球國際挑戰賽     | 國際挑戰賽 | 女子雙打 | 米歇尔·克里斯廷·班达索     | 準決賽 |
| 2017年 | 馬來西亞羽毛球國際挑戰賽 | 國際挑戰賽 | 混合雙打 | 扬东尼·埃迪·萨帕特拉       | 準決賽 |
| 2018年 | 奧爾良羽毛球大師賽       | 超級100賽  | 混合雙打 | 阿尔弗兰·埃科·普拉塞特亚   | 準決賽 |
| 2018年 | 芬蘭羽毛球公開賽         | 國際挑戰賽 | 混合雙打 | 阿尔弗兰·埃科·普拉塞特亚   | 冠軍   |
| 2018年 | 越南羽毛球公開賽         | 超級100賽  | 混合雙打 | 阿尔弗兰·埃科·普拉塞特亚   | 亞軍   |
| 2018年 | 中華台北羽毛球公開賽     | 超級300賽  | 混合雙打 | 阿尔弗兰·埃科·普拉塞特亚   | 冠軍   |
| 2018年 | 西德·莫迪羽毛球國際賽    | 超級300賽  | 混合雙打 | 阿尔弗兰·埃科·普拉塞特亚   | 準決賽 |
| 2019年 | 亞洲羽毛球混合團體錦標賽 | 其他       | 混合團體 | －                         | 季軍   |
| 2022年 | 印尼羽毛球國際系列賽     | 國際系列賽 | 女子雙打 | Salli Lin                  | 準決賽 |
| 2022年 | 印尼羽毛球國際系列賽     | 國際系列賽 | 混合雙打 | 阿克巴·宾唐·察尤诺         | 準決賽 |
| 2022年 | 印尼羽毛球國際挑戰賽     | 國際挑戰賽 | 混合雙打 | 阿克巴·宾唐·察尤诺         | 冠軍   |
| 2022年 | 瑪琅羽毛球國際挑戰賽     | 國際挑戰賽 | 混合雙打 | 阿克巴·宾唐·察尤诺         | 準決賽 |

| 2007-2017年 | 首要超級賽 | 超級賽 | 黃金大獎賽 | 大獎賽 | 國際挑戰賽 | 國際系列賽 | 未來系列賽 | 其他 |

| 2018-2026年 | 總決賽 | 超級1000賽 | 超級750賽 | 超級500賽 | 超級300賽 | 超級100賽 | 國際挑戰賽 | 國際系列賽 | 未來系列賽 | 其他 |

### 奧運會和世錦賽參賽紀錄
|          | 搭檔                 | 2018 |
| -------- | -------------------- | ---- |
| 混合雙打 | 扬东尼·埃迪·萨帕特拉 | 48強 |